# توني سويني
توني سويني (بالإنجليزية: Tony Sweeney)‏ هو صحفي أيرلندي، ولد في 1931، وتوفي في 4 ديسمبر 2012.